# Marco Zanotti (1974)
|  | No confondre amb el també ciclista Marco Zanotti |

Marco Zanotti (Rovato, Llombardia, 21 de gener de 1974) és un ciclista italià, professional entre 1997 i 2008.
En el seu palmarès com a professional destaca la vitòria al Circuit Francobelga de 2005, així com dues etapes de la Setmana Catalana.

## Palmarès
- 1996
  - 1r a la Vicenza-Bionde
  - Vencedor de 2 etapes del Giro de les Regions
- 1999
  - 1r al Trofeu Franco Balestra
  - 1r al Gran Premi de l'Alliberament
- 2000
  - 1r al Giro de la província de Siracusa
  - Vencedor d'una etapa de la Volta a Dinamarca
  - Vencedor d'una etapa del Regio Tour
- 2001
  - Vencedor d'una etapa de la Setmana Catalana
- 2002
  - Vencedor d'una etapa del Giro del Trentino
- 2003
  - Vencedor d'una etapa de la Setmana Catalana
  - Vencedor d'una etapa del Regio Tour
- 2004
  - Vencedor d'una etapa dels Tres dies de La Panne
- 2005
  - 1r al Circuit Francobelga i vencedor d'una etapa
- 2006
  - Vencedor d'una etapa de la Volta a l'Algarve

### Resultats al Giro d'Itàlia
- 2000. 116è de la classificació general
- 2001. 117è de la classificació general
- 2004. 114è de la classificació general

### Resultats a la Volta a Espanya
- 2000. abandon (18a etapa)
- 2004. abandon (14a etapa)
- 2005. 117è de la classificació general